# Juge Ti
 (septembre 2018).
 (septembre 2018).
- Si vous ne connaissez pas le sujet, laissez ce bandeau (vous pouvez alors contacter les auteurs).
- Si vous supprimez le contenu mis en cause (vous pouvez préalablement contacter les auteurs),

argumentez précisément cette suppression dans la page de discussion
(un manque de référence n'est pas un argument ; une recherche réelle de référence doit avoir été effectuée, être formellement documentée).
Pour les articles homonymes, voir Juge et Ti.
Le juge Ti est un personnage littéraire inspiré de Di Renjie (狄仁杰, Ti Jen Tsié selon la romanisation de l'EFEO, employée dans la traduction française des romans où il apparaît, et Dí Rénjié en pinyin), une figure historique qui vécut en Chine sous la dynastie des Tang, au VIIe siècle de notre ère.
L'extraordinaire capacité de déduction du juge Ti le rendit célèbre de son vivant, si bien qu'il entra dans les annales judiciaires chinoises. Il termina sa carrière comme ministre de l'impératrice Wu Zetian.

## Littérature
Le magistrat est repris dès le XVIIIe siècle comme héros d'un roman policier chinois, Dee Goong An (Trois affaires criminelles résolues par le juge Ti). Ce texte, redécouvert et traduit en anglais par le diplomate néerlandais Robert van Gulik dans les années 1940, est publié en 1949. Désireux de faire renaître le roman policier chinois traditionnel, van Gulik amorce à partir de 1957 une série en dix-sept volumes des aventures du juge Ti Jen-tsie, romans et nouvelles, alliant rigueur historique et qualité littéraire, qui relatent un total de vingt-quatre enquêtes.
Le personnage du juge Ti est ensuite repris dans les années 1990 par deux Américains, Eleanor Cooney et Daniel Altieri, dans deux romans : L'Impératrice des mensonges et La Révolte des lettrés. Ces récits sont indépendants de ceux de Van Gulik.
Le Français Frédéric Lenormand a ressuscité à son tour le juge Ti dans une série de romans toujours en cours aux éditions Fayard. La série compte 21 tomes à ce jour. Contrairement aux affaires racontées par Eleanor Cooney et Daniel Altieri, les récits français s'insèrent scrupuleusement dans la chronologie tracée par Robert van Gulik mais la psychologie des personnages diffère radicalement de celle des héros de ce dernier.
Le Néerlandais Janwillem van de Wetering, mieux connu pour sa série des policiers Grijpstra et De Gier, a donné en 1997 le recueil Le juge Ti prend son luth, incluant la courte pièce homonyme.
Plus récemment, Zhu Xiaodi (朱小棣), un auteur chinois vivant aux États-Unis, a écrit un recueil de nouvelles intitulé Les Nouvelles Affaires du Juge Ti (Tales of Judge Dee) (2006).
Le Français Sven Roussel a quant à lui publié en 2008 La Dernière Enquête du juge Ti.

## Autour du Juge Ti: une équipe haute en couleur... et efficace
Comme tous les juges de district de son époque, le Juge Ti s'est entouré d'une équipe qui le suit de poste en poste ; différents mais complémentaires, ils lui permettent d'atteindre un redoutable niveau d'efficacité.
- Le sergent Hong : enquêteur discret mais efficace c'est un ancien serviteur de la famille du juge, qu'il connaît depuis l'enfance. Méticuleux, tenace et perspicace, son allure de vieillard effacé et insignifiant lui permet de collecter d'utiles renseignements.
- Tao Gan : c'est un ancien escroc, génie des dés pipés et des cartes truquées. Le Juge Ti l'a sauvé de paysans qu'il avait dupés et qui voulaient lui faire un mauvais sort. Passé, comme Vidocq du bon côté de la loi, c'est un homme caméléon qui se déguise en un clin d'œil grâce à un habit à transformations et un sac à malices contenant un assemblage de bambous permettant de simuler des livres, des outils, des instruments de peintre, etc. Connaissant les us et coutumes de la pègre, il est également habile à détecter les passages secrets, les meubles à double-fond et autres chausse-trappes, si présents dans les romans de Van Gulik.
- Ma Jong et Tsiao-Taï : deux inséparables colosses, infatigables, experts au sabre, à la boxe chinoise et aux arts martiaux qui sont le bras armé du Juge Ti, lui-même redoutable bretteur quand il dégaine son épée fétiche, nommée Dragon-de-pluie. Tous deux sont d'anciens bandits de grand chemin (réduits à cette condition à la suite d'une injustice) poétiquement dénommés "Chevaliers des Vertes Forêts". Ils ont tenté de rançonner le Juge Ti qui leur a opposé une telle défense, sabre en main, qu'ils ont choisi, admiratifs, de se mettre à son service et à celui de la loi. Loin d'être de simples exécutants musclés, ils sont d'habiles enquêteurs, connaisseurs des bas fonds et des façons des mauvais garçons. Chacun a sa personnalité : Ma Jong, impulsif et chevaleresque est très porté sur le beau sexe, et apprécie la dive bouteille, ce qui vaut au lecteur de savoureuses scènes de taverne, dignes du Falstaff de Shakespeare , tandis que Tsiao-Taï, plus réfléchi est un fin gourmet, parfois sentimental, il lui arrivera de tomber amoureux.

## Procédés scénaristiques et narratifs: la marque de fabrique de Van Gulik
Robert Van Gulik, orientaliste et sinologue distingué, dit avoir voulu mettre au goût du lecteur occidental le roman policier chinois (sous sa forme écrite mais aussi théâtrale) qui présente des caractéristiques inaccoutumées pour lui : le nom du coupable est connu dès le début (Van Gulik se libérera de cette convention-là), les supplices infligés au criminel (qu'il s'agisse de la torture au tribunal ou de l'application de la peine capitale) sont décrits dans leurs moindres détails.
Les fantômes des victimes se mêlent parfois de l'enquête et viennent guider le magistrat enquêteur, qui peut aussi être inspiré par des rêves (là encore Van Gulik recourt à ce procédé, parfois en introduisant son roman par une séquence onirique située à une époque bien plus récente que celle de la Dynastie Tang).
L'aspect énigme à résoudre (le Whodunnit cher aux anglo-saxons) est certes présent, c'est la concession faite aux habitudes du lecteur occidental mais les enquêtes du Juge Ti revêtent des caractéristiques bien spécifiques qui en font tout leur charme.
Les affaires criminelles à résoudre vont toujours par trois, suivant ainsi la matrice du Dee Gong An (trois affaires criminelles résolues par le juge Ti) un roman chinois du XIIIe siècle que Van Gulik a traduit et adapté avant de composer lui-même les autres opus de la série. Il reconnait toutefois s'être inspiré d'ancien romans et nouvelles chinois pour nombre d'entre eux, les citant dans certaines éditions.
Les procédés criminels sont parfois d'un étonnant raffinement, rappelant certains romans d'Agatha Christie, mais les mobiles des crimes sont solidement ancrés dans la réalité la plus triviale : appât du gain, crimes à caractère sexuel, appétit du pouvoir, complot politique, etc.
Pour les années 1940 - 1950, les romans de Van Gulik font preuve d'une audace inaccoutumée, profitant de ce que l'environnement exotique lui permet de s'affranchir de certaines pudeurs et bienséances qui étaient la norme des romans policiers anglais contemporains : l'auteur n'hésite pas à aborder des réalités alors dérangeantes : homosexualité masculine ou féminine, déviations sexuelles, maladie mentale, viol, corruption, contrebande, crimes couverts par la raison d'Etat.
La religion est aussi quelque peu malmenée : le juge Ti est amené à enquêter dans deux monastères, l'un taoïste (Le Monastère hanté) où un pieux laïc retiré se livre à la dépravation la plus sordide sous la protection du supérieur du monastère, et l'autre bouddhiste (Le Squelette sous cloche) dans lequel de pseudo-moines violent des femmes en mal de descendance pour faire croire aux vertus de fécondité de leur déesse.
Le Juge Ti, profondément confucéen, méprise aussi bien le taoïsme que le bouddhisme, quitte à se faire des ennemis à la Cour Impériale.
L'élément érotique est très présent dans les enquêtes du Juge Ti : on n'en sera pas surpris, car l'auteur a également écrit un traité sur la vie sexuelle dans la Chine ancienne, et illustre ses livres de gravures érotiques de sa propre main.
L'auteur insiste aussi sur la modernité des méthodes d'enquête du VIIe siècle chinois : la police scientifique et la médecine légale y sont très présentes, incarnées par l'indispensable fonctionnaire qu'est le Contrôleur des décès.
Les rapports de pouvoir et les complexités administratives de la société impériale sont un autre thème récurrent : le juge Ti, petit magistrat intègre, doit faire preuve d'habileté pour faire triompher la justice dans une société menée par les puissances d'argent et les intrigues de palais.
Le petit peuple des villes chinoises est un autre héros récurrent des enquêtes du juge Ti : artisans, boutiquiers et même mendiants organisés en guildes aux règles strictes, moines, vagabonds, poètes de cour, étudiants et candidats aux examens littéraires, acrobates, actrices, courtisanes de haut vol et putains de bas étage, voyous et escrocs de tous poils sont les acteurs pittoresques et bien campés des enquêtes criminelles du perspicace magistrat.
Toutes les classes de la société chinoise ont leur place dans les romans de Van Gulik, façon de rappeler que dans la Chine médiévale était supposée régner une égalité devant la loi dont le magistrat local était le premier garant.
Le juge Ti, même s'il délègue souvent les enquêtes dans les bas-fonds à ses lieutenants, ne manque pas d'aller lui-même sur le terrain, déguisé en mendiant, en médecin ambulant ou en herboriste, un trait qui n'est pas sans rappeler certaines enquêtes de Sherlock Holmes.
Van Gulik affectionne aussi les scènes de table (qu'il s'agisse de réceptions dans la haute société où de ripailles dans une accueillante taverne) les scènes de beuverie (où l'ivresse révèle parfois les caractères et aide la vérité à se manifester) les évocations de spectacles d'acrobates, de danse et de jonglerie et les scènes de théâtre chinois ou de concours de poésie (qui n'ont rien de décoratif ou de gratuit car s'y retrouvent des indices propres à faire avancer l'enquête).
Les bagarres (où les femmes tiennent parfois la dragée haute au sexe supposé fort) sont l'occasion d'évoquer les arts martiaux et l'escrime chinois moins connus dans les années 1940 que de nos jours.
Au total, l'auteur, à travers ses techniques narratives et scénaristiques réussit à créer un univers très personnel, qui, loin de lasser le lecteur par la répétition d'un procédé, contribue au contraire à le fidéliser.

## Liste des enquêtes du juge Ti
Le juge Ti « historique » est né en 630 à Tai-yuan, et est décédé en 700. Le créateur de la série, Robert van Gulik, et à sa suite Frédéric Lenormand, Zhu et Roussel ont pris soin d'inscrire leurs enquêtes dans ce laps de temps.
- Source de ce qui suit : site consacré au juge Ti

### Tchang-ping
Trois affaires criminelles résolues par le juge Ti : ce livre est le précurseur de tous les autres écrits de Robert Van Gulik. C'est à la suite de cette traduction et en puisant dans ce roman que Van Gulik écrira la suite des aventures du juge. Le juge est ici en poste dans le district de Tchang-ping, dans la province du Shandong.

### Peng-Lai
663-664 : le juge Ti est nommé magistrat à Peng-Lai. Il résout les affaires suivantes :
- Trafic d'or sous les T'ang
- Cinq nuages de félicité, enquête du recueil Le Juge Ti à l'œuvre
- Une affaire de ruban rouge, enquête du recueil Le Juge Ti à l'œuvre
- Le Passager de la pluie, enquête du recueil Le Juge Ti à l'œuvre
- Le Paravent de laque
- Dix petits démons chinois (par Frédéric Lenormand)
- Meurtres sur le fleuve jaune (par Frédéric Lenormand)

### Pien-fou
En 664, le juge Ti est convoqué à Pien-fou.
- La Nuit des juges (par Frédéric Lenormand)

### Han-yuan
En 666, il est nommé à Han-yuan.
- Meurtre sur un bateau-de-fleurs
- Le Matin du singe, enquête du recueil Le Singe et le Tigre
- Le Monastère hanté
- Meurtre sur l'étang de lotus, enquête du recueil Le Juge Ti à l'œuvre
- Madame Ti mêne l'enquête (par Frédéric Lenormand)
- L'Art délicat du deuil (par Frédéric Lenormand)

### Pou-yang
En 668, le juge Ti est nommé à Pou-yang.
- Le Château du lac Tchou-an, sur le chemin de Pou-yang (par Frédéric Lenormand)
- Le Palais des courtisanes (par Frédéric Lenormand)
- Le Squelette sous cloche
- Les Deux Mendiants, enquête du recueil Le Juge Ti à l'œuvre
- La Fausse Épée, enquête du recueil Le Juge Ti à l'œuvre
- Le Pavillon rouge (ou Le Mystère de la chambre rouge, selon les traductions)
- La Perle de l'Empereur
- Le Collier de la princesse
- Assassins et Poètes
- Petits meurtres entre moines (par Frédéric Lenormand)
- Le Mystère du jardin chinois (par Frédéric Lenormand)
- Thé vert et Arsenic (par Frédéric Lenormand)
- Les Nouvelles Affaires du juge Ti (par Zhu Xiaodi)

### Lan-fang
En 670, il devient magistrat de Lan-fang.
- Le Mystère du labyrinthe
- Le Fantôme du temple
- Les Cercueils de l'Empereur, enquête du recueil Le Juge Ti à l'œuvre
- Meurtre au Nouvel An, enquête du recueil Le Juge Ti à l'œuvre
- Panique sur la Grande Muraille (par Frédéric Lenormand)
- Agir selon la Justice - La dernière enquête du Juge TI (par Sven Roussel)

### Pei-tcheou
En 676, il se rend à Pei-tcheou.
- L'Énigme du clou chinois
- La Nuit du Tigre, enquête du recueil Le Singe et le Tigre
- Mort d'un maître de go (par Frédéric Lenormand)
- Un Chinois ne ment jamais (par Frédéric Lenormand)

### Cour métropolitaine de justice à Tch'ang-ngan
À partir de 677, le juge Ti est président de la Cour métropolitaine de justice à Tch'ang-ngan, capitale de l'Empire.
- Mort d'un cuisinier chinois (par Frédéric Lenormand)
- Médecine chinoise à l'usage des assassins (par Frédéric Lenormand)
- Guide de survie d'un juge en Chine (par Frédéric Lenormand)
- Diplomatie en kimono 678 (par Frédéric Lenormand)
- Divorce à la chinoise (par Frédéric Lenormand)
- Le Motif du saule
- Meurtre à Canton
- L'Impératrice des mensonges (par Cooney et Altieri)
- La Révolte des lettrés (par Cooney et Altieri)

## Télévision, cinéma et jeux vidéo
- Le Monastère hanté a été adapté en 1974 par Gerald Isenberg sous le titre Judge Dee and the Monastery Murders
- Judge Dee - The City God Case, un jeu vidéo de 2012 réalisé par BiP media et édité par Bigben Interactive.
- Détective K, personnage similaire du cinéma sud-coréen.
- Zenigata Heiji, personnage similaire du cinéma japonais.

### Films
- Détective Dee : Le Mystère de la flamme fantôme (2010)
- Détective Dee 2 : La Légende du Dragon des mers (2014)
- Détective Dee : La Légende des Rois célestes (2018)